# Salesville (Arkansas)
Salesville est une municipalité du comté de Baxter, dans l'État de l'Arkansas aux États-Unis.

## Démographie
| 1970 | 1980 | 1990 | 2000 | 2010 | - |
| ---- | ---- | ---- | ---- | ---- | - |
| 156  | 406  | 374  | 437  | 450  | - |